# Amalie af Oldenburg
Amalie af Oldenburg (tysk: Amalie Marie Friederike; græsk: Αμαλία Μαρία Φρειδερίκη) (21. december 1818 – 20. maj 1875) var en tysk prinsesse af Oldenburg, der var dronning af Grækenland fra 1836 til 1862 som ægtefælle til kong Otto 1. af Grækenland.

## Biografi

### Tidlige liv
Hertuginde Amalie blev født den 21. december 1818 i Oldenburg, hovedstad i Storhertugdømmet Oldenburg. Hun var det første barn af Hertug Paul Frederik August af Oldenburg (den senere storhertug August 1. af Oldenburg) i hans første ægteskab med Prinsesse Adelheid af Anhalt-Bernburg-Schaumburg-Hoym. Hun var endnu ikke fyldt to år, da hendes moder døde den 13. september 1820.

### Ægteskab
Den 22. december 1836 blev hun gift med Kong Otto 1. af Grækenland. Otto var en yngre søn af Kong Ludvig 1. af Bayern, der var blevet udnævnt til konge af det nyoprettede kongerige Grækenland i 1832.

### Dronning af Grækenland
Som den første dronning i Grækenland havde hun stor indflydelse på, hvordan selskabslivet udformede sig i det nyligt selvstændige land. Dronning Amalie var indledningsvis meget populær. Hendes hovedinteresse var landbruget, hvor hun arbejdede for at begrænse magten hos de tyrkiske storgodsejere. Med tiden mistede hun sin popularitet, da hun forblev protestant, ikke fik børn og begyndte at blive politisk aktiv. Hun blev udsat for et attentatforsøg i 1861. I 1862 blev Kong Otto afsat, og kongeparret forlod Grækenland med et britisk skib.

### Senere liv
De boede resten af livet i byen Bamberg i Ottos hjemland, Bayern, hvor Kong Otto døde i 1867. Dronning Amalie overlevede sin mand med næsten otte år og døde i Bamberg den 20. maj 1875. Hun blev begravet ved siden af sin mand i Theatinerkirche i München.